# Rörön
Rörön är en by i Bergs distrikt (Bergs socken) i Bergs kommun, Jämtlands län (Jämtland), belägen vid sjön Rörösjön, fem kilometer söder om Storsjöns sydspets.
Rörön är byns namn men under större delen av 1900-talet var namnet på postkontoret och järnvägsstationen vid Inlandsbanan Rörösjön för att inte förväxlas med Rörön på andra platser i landet. Efter att postkontoret och järnvägsstation upphörde används åter bynamnet Rörön. Postadress är numera Svenstavik. Kring 1950 hade byn cirka 350 invånare, 60 år senare bor där bara drygt en tredjedel av det antalet.
Rörögården är byns bygdegård med publikrekord på cirka 1500 åskådare då Gösta "Snoddas" Nordgren kom på besök. Större delen av publiken fick då stå utomhus och "Snoddas" uppträdde i branddörren. Under en låg tid var Rörögården något av Sydjämtlands kulturcentrum med operett- och teaterföreställningar samt dans till landets ledande orkestrar. Under 1950-talet var byns idrottsklubb (Rörösjöns IK) framgångsrik i främst bordtennis och friidrott.Under tre säsonger i början av 1950-talet hade Rörösjöns IK ett fotbollslag i seriesystemet med spel i Sydöstra serien (Jämtland och Härjedalen) samt Östersundsserien (1952-53). Röröspelen på skidor och Vårträffen i bordtennis var klubbens årliga större arrangemang. Idrottsverksamheten är numera motionsinriktad. Byns skytteförening har under flera decennier varit kommunens främsta representant i den sporten. Andra sporter som förknippas med Rörön är snöskoter och motocross-åkning vilket även kan märkas i andra sammanhang i byn.